# 尼普頓山脈
83°30′S 056°00′W / 83.500°S 56.000°W
尼普頓山脈（英語：Neptune Range）是南極洲的山脈，位於伊利沙伯女皇地，處於福里斯特爾山脈西南部，屬於彭薩科拉山脈的一部分，全長112公里，在1956年1月13日由美國海軍發現。